# تاينايبلاس دي لا سايرا
بلدية تاينايبلاس دي لا سايرا (بالإسبانية: Tinieblas de la Sierra)‏، هي إحدى بلديات مقاطعة برغش، التي تقع في منطقة قشتالة وليون، والتي تقع في شمال غرب إسبانيا.
يبلغ عدد سكانها 49 نسمة وفقاً لإحصائية سنة (2002).